# Седанг (королевство)
Короле́вство Седа́нг (фр. Royaume des Sedangs) — виртуальное государство, образованное в конце XIX века французским авантюристом Мари-Шарлем Давидом де Майрена на части современного Вьетнама.

## История
Майрена, бывший французский правительственный чиновник с сомнительной репутацией, в 1888 году был владельцем плантации во Французском Индокитае. Когда король Сиама выдвинул территориальные претензии к Французскому Индокитаю, Майрена убедил колониального администратора разрешить ему отправиться с группой миссионеров в экспедицию вглубь Аннама (Вьетнам), для переговоров с местными племенами.

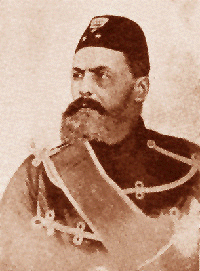
Король Седанга Марий I, 1890

По прибытии Майрена подружился с горным племенем седангов. 3 июня 1888 года вождями племён банар, ренгао и седанг Майрена был избран королём Королевства Седанг под именем Марий I. Окончательно Майрена закрепил свои позиции, когда сумел предотвратить вспышку очередной эпидемии при помощи оказавшихся у него лекарств. В знак благодарности вождь племени седангов отдал ему в жёны дочь.
Вскоре Майрена отправился в путешествие по Юго-Восточной Азии и Европе, с целью найти людей, которые помогли бы ему обустроить королевство. Он посетил Аннам, Гонконг, Великобританию, Францию и Бельгию. Во время своего путешествия Майрена щедро раздавал титулы, посвящал в рыцари, награждал медалями своих сторонников. Он также выпустил две серии марок королевства.
Возвращению Майрены в Седанг воспрепятствовал французский флот, блокировавший вьетнамские порты и конфисковавший его оружие как контрабанду в Сингапуре. Король Марий I, обратившийся в ислам, умер 11 ноября 1890 года на острове Тиоман (Малайзия) при загадочных обстоятельствах (выдвигались различные версии: отравление, укус ядовитой змеи или в результате поединка). Впоследствии Королевство Седанг было аннексировано Францией и её протекторатом Аннамом.